# Karmelitinnenkloster Mende
Das Karmelitinnenkloster Mende ist ein Kloster der Karmelitinnen in Mende, Département Lozère, im Bistum Mende in Frankreich.

## Geschichte
Charles du Pont de Ligonnès (1845–1925), Neffe von Alphonse de Lamartine und späterer Bischof von Rodez, betrieb als Professor am Priesterseminar in Mende die Gründung eines Karmelitinnenklosters. Mit Hilfe des Karmelitinnenklosters Nîmes (1843–1972) kam es dazu 1883. 1891 begannen die Bauarbeiten für ein neues Klostergebäude (1, Chemin du Carmel), die erst 1930 mit der Einweihung der Kapelle abgeschlossen wurden. Das Kloster nennt sich Carmel du Sacré-Coeur (Karmel vom heiligsten Herzen Jesu). Derzeit zählt das Kloster vier Nonnen.